# Autonomie d'Alash
1917–1920
Entités précédentes :
- Turkestan russe

Entités suivantes :
- République soviétique socialiste autonome kazakhe (1920-1925)

L'autonomie d'Alash (en kazakh Алаш Автономиясы, Alaş Avtonomiyasy ; en russe Алашская Автономия, Alachskaïa avtonomia) est un État non reconnu ayant existé durant la guerre civile russe, du 13 décembre 1917 au 26 août 1920 et dont le territoire correspondait plus ou moins à celui de l'actuelle république du Kazakhstan. Cet État autonome, fondé sur le nationalisme kazakh et dirigé par le parti Alash Orda, combattit les Bolchéviks en se rapprochant des Russes blancs, avant de rejoindre le camp communiste en 1919.

## Histoire

### Formation

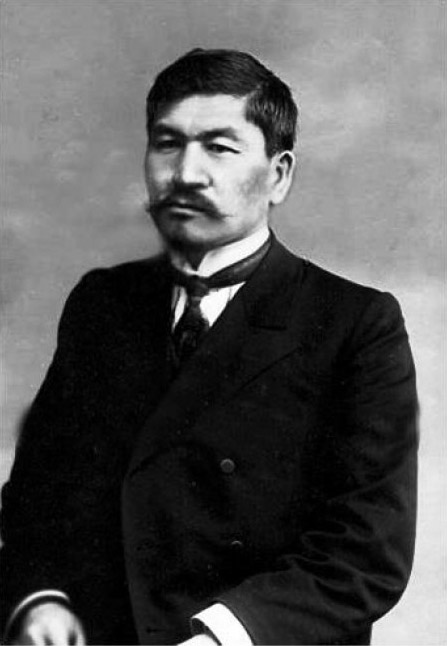
Alikhan Boukeïkhanov (1866 - 1937), principale figure de l'Autonomie d'Alash.

Après la révolution d'Octobre, des nationalistes kazakhs (notamment Boukeïkhanov et les membres du parti Alash Orda) considérant le coup d'État bolchévique contre le gouvernement provisoire illégal, et refusant de reconnaitre le Sovnarkom, proclamèrent le 13 décembre 1917, au terme du second congrès pan-Kazakh, la création de l'autonomie d'Alash.
Son organe politique, le parti Alash Orda avait été progressivement organisé depuis l'été 1917. Le territoire revendiqué, représenté par une partie du Turkestan russe, est approximativement identique à celui du Kazakhstan actuel, avec également Orenbourg (servant brièvement de capitale mais prise par les bolchéviques dès janvier 1918) et Astrakhan .

### Rapprochement et rupture avec les Russes blancs
Voyant son territoire se réduire considérablement dès décembre 1917, face aux bolchéviks et aux Kazakhs qui se sont joints à eux (Amankeldi Imanov, Alibi Djangildine (de)), les dirigeants de l'Autonomie se rapprochent du Komoutch et des Russes blancs (notamment Doutov, l'ataman des Cosaques d'Orenbourg), qui réussissent à partir de l'été 1918, à reprendre le contrôle d'une grande partie de l'actuel Kazakhstan. Le gouvernement de l'amiral Koltchak souhaitant s'assurer du contrôle de la région, reconnaît l'autonomie d'Alash le 21 juillet 1918, mais abolit ses structures gouvernementales en novembre. En effet, beaucoup de Russes blancs sont hostiles à l'autonomie du Kazakhstan, même limitée, craignant une perte d'influence dans une région qu'ils considèrent comme la leur,.
L'Autonomie a en plus du mal à exercer son pouvoir sur les territoires revendiqués, car manquant de cadres compétents, en particulier dans les affaires administratives et militaires. L'Autonomie ne dispose pas au début de la guerre civile de véritables forces armées. Quelques régiments sont formés avec l'aide du gouvernement de Koltchak, qui interrompt rapidement ces formations. Ces régiments contribuent au printemps 1919 à organiser une révolte anticommuniste dans l'Oblast de Tourgaï.
Dès le début de 1919, certains nationalistes kazakhs, bien que méfiants, commencent à envisager un rapprochement avec les bolchéviks, qui pourraient selon eux les aider à moderniser le pays,.

### Rapprochement avec les Bolchéviks et dissolution
Lorsque les Russes blancs perdent du terrain en Asie centrale en 1919, l'Alash Orda (horde Alash) négocie avec les Soviétiques, qui acceptent de former un comité révolutionnaire avec autant de bolchéviks et de représentants de l'autonomie d'Alash. Mais beaucoup de dirigeants de l'autonomie d'Alash sont rapidement écartés de tout poste à responsabilité, puis de la vie politique. Le 26 août 1920, après la victoire contre les Russes blancs, le gouvernement soviétique proclame la création de la République soviétique socialiste autonome kirghize (nom résultant d'une confusion entre les Kazakhs et les Kirghizes, remplacé par République soviétique socialiste autonome kazakhe en 1925), entérinant ainsi la fin de l'autonomie d'Alash.
Alikhan Bokeikhanov (1866-1937), un des fondateurs de la horde Alash, fait également partie de ceux qui rejoignent les Bolcheviques suite aux négociations de Baitursynov en 1920 pour l'amnistie des membres de la horde. Il est d'abord mis brièvement en garde à vue puis relâché et devient un des membres de la RSSA kazakhe en tant que commissaire de l'agriculture auprès du comité du peuple en 1922. Il part ensuite à Moscou où il est placé au commissariat des affaires nationales (1926-1927), puis devient professeur d'agriculture à l'Académie des sciences russe. Lorsqu’il quitte Moscou sans autorisation en 1926, il se fait arrêter par la police secrète à Aktobe, au Kazakhstan. Il est alors écarté des affaires de la RSSA afin de réduire son influence. En 1928, il est arrêté de nouveau dans le cadre d'un procès du RSSA kazakh (1928-1930) contre les anciens membres de la horde Alash, il sera un des seuls à ne pas être gardé en garde à vue pendant cette période. Condamné à mort, il est exécuté le 27 novembre 1937 ainsi que les autres membres proches de l'ancien pouvoir royal pendant les Grandes Purges (1936-1938).
La plupart des grandes figures de l'Autonomie royaliste seront l'objet de persécutions dès la seconde moitié des années 1920, puis seront exécutées au cours des Grandes Purges, n'étant réhabilitées qu'à la fin des années 1980. Longtemps occultée sous la période soviétique, l'autonomie d'Alash tend à être davantage mise en avant depuis quelques années au Kazakhstan.